# Centre de contrôle régional
Pour les articles homonymes, voir CCR et ACC.
 (décembre 2013).
Si vous disposez d'ouvrages ou d'articles de référence ou si vous connaissez des sites web de qualité traitant du thème abordé ici, merci de compléter l'article en donnant les références utiles à sa vérifiabilité et en les liant à la section « Notes et références ».

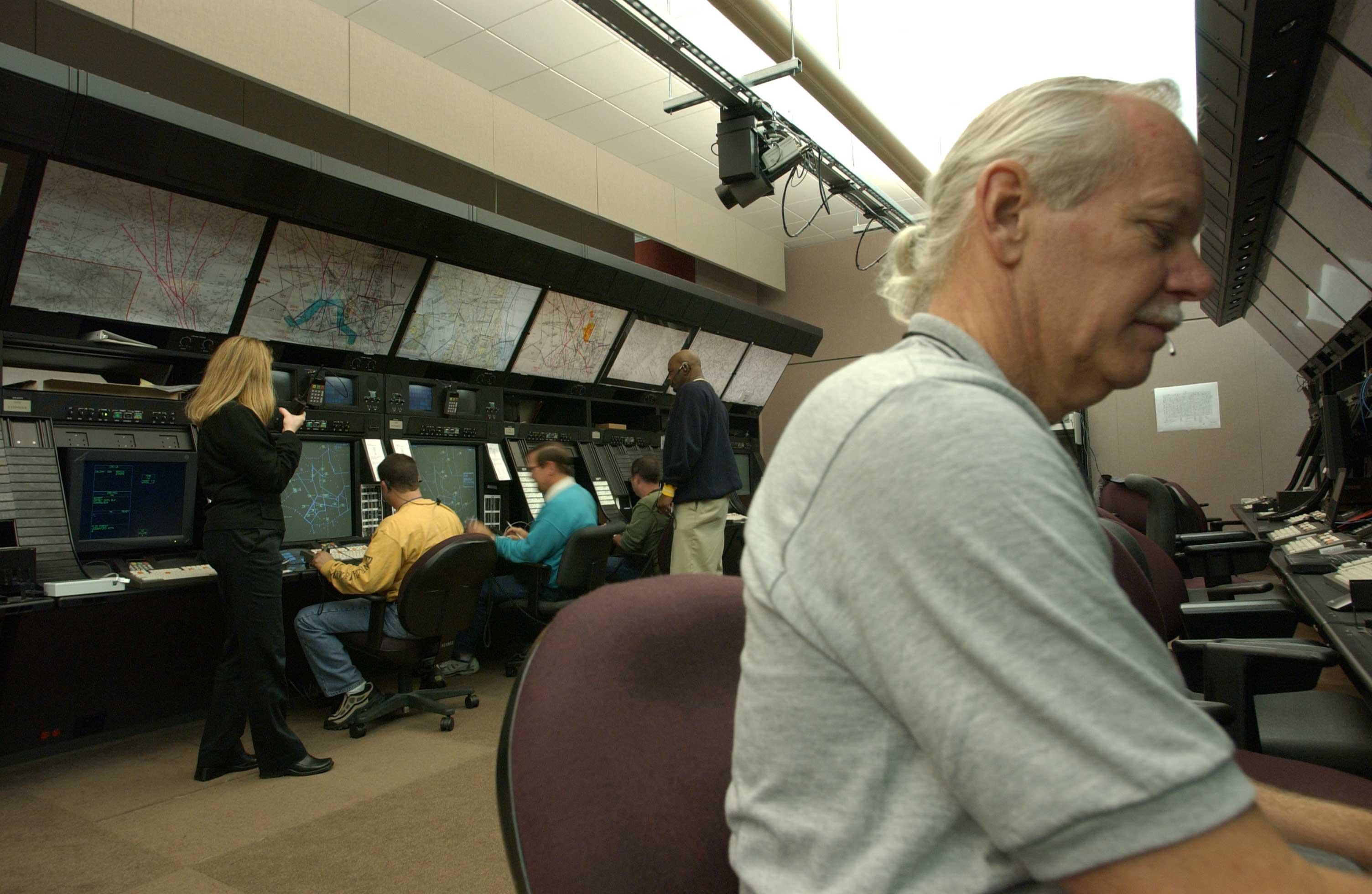
Centre de contrôle du trafic aérien de Washington

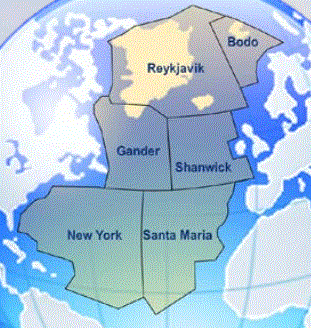
Zones de contrôles océaniques de l'Atlantique Nord.

Dans le domaine du contrôle aérien, un centre de contrôle régional (CCR ou ACC, de l'anglais area control center), est un centre régional assurant la sécurité du trafic aérien.  
Dans chaque centre, l’espace aérien est divisé en secteurs et géré spécifiquement afin d’assurer la meilleure répartition du trafic possible pour chaque contrôleur. 
Cette division se fait soit en niveaux de vols (tranches d’altitudes), soit en secteurs géographiques, ou le plus souvent une combinaison des deux.
Chaque secteur est généralement desservi par deux contrôleurs, l’un ayant pour mission de transmettre les instructions aux pilotes (executive controller -  contrôleur radariste), l’autre s’occupant des coordinations téléphoniques avec les autres contrôleurs et de la planification (planning controller -  contrôleur organique).
Dans un centre de contrôle régional, on peut trouver également des secteurs s’occupant de l’information de vol, (suivi des vols VFR, informations aux pilotes concernant la météo, les zones dangereuses, ou n'importe quelle autre information susceptible d'être demandée par le pilote), des secteurs militaires ainsi que des postes destinés à la gestion des flux de trafic (Flow Management).
En France, on appelle ces centres des centres en route de la navigation aérienne. Ils sont au nombre de cinq (Brest, Athis-Mons, Aix-en-Provence, Reims et Bordeaux).